# Roche à la Bergère
La Roche à la Bergère, appelée aussi la Grande-Roche ou menhir de Bel Air ou menhir de la Lande de Tremblay, est un menhir situé sur la commune de Sion-les-Mines, dans le département de la Loire-Atlantique, en France.

## Protection
Le menhir est classé au titre des monuments historiques le 17 juin 1983.

## Description
C'est un bloc de quartz de 2,85 m de hauteur sur 1,60 m de large pour une épaisseur de 1 m. La pierre a été dressée sur une petite butte pierreuse.